# Fontanelice
Fontanelice es un municipio situado en el territorio de la Provincia de Bolonia, en Emilia-Romaña (Italia).

## Demografía
| Gráfica de evolución demográfica de Fontanelice entre 1861 y 2001 |
|                                                                   |
| Fuente ISTAT - elaboración gráfica de Wikipedia                   |

- Datos: Q94861
- Multimedia: Fontanelice / Q94861

1. ↑  Worldpostalcodes.org, código postal n.º 40025.
2. ↑  «Codici Catastali». Comuni-italiani.it (en italiano). Consultado el 29 de abril de 2017.